# Куншперк
Куншперк (словен. Kunšperk) је село на десној обали Сутле у општини Бистрица на Сутли, која припада Доњепосавској регији у Републици Словенији.

## Становништво
По последњем попису из 2002. г. насеље Куншперк имало је 74 становника.

## Историја
Село припада историјској покрајини Доња Штајерска. Замак Куншперк, чије се рушевине виде и данас (напуштен у 17. веку) први пут се помиње 1167, а насеље испод њега развило се у мало трговиште, које је 1368. добило утврђену кулу, а од 16. века имало је право да одржава недељне сајмове. Кметови из овог места учествовали су у сељачкој буни 1573.